# فهرست شخصیت‌های تئوری بیگ بنگ

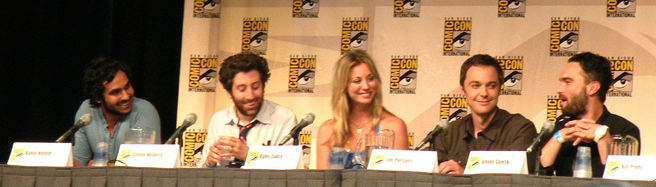
بازیگران تئوری بیگ بنگ در کامیک-کان سن‌دیگو ۲۰۰۹ از راست به چپ: جانی گالکی، جیم پارسونز، کیلی کوئوکو، سایمون هلبرگ و کونال نایر

این فهرست شخصیت‌های تئوری بیگ بنگ است.

## لئونارد هافستادر
لئونارد دکترای فیزیک کاربردی دارد و ضریب هوشیش ۱۷۳ است. در ۲۴ سالگی دکترا گرفته و اهل نیو جرسی است. او جملات کنایه‌ای و طنزآمیز فراوانی بر زبان می‌آورد و با دوست و همکارش، شلدون کوپر در یک آپارتمان زندگی می‌کند. او از ابتدای مجموعه به پنی علاقه‌مند می‌شود.

## شلدون کوپر
او اهل گلوستون، تگزاس است و نبوغ خود را از کودکی نشان داده‌است. در ۱۱ سالگی وارد کالج شده و نخستین دکترایش را در ۱۶ سالگی گرفته. او دارای دو دکترا، دو کارشناسی ارشد، و یک کارشناسی است. رشتهٔ او فیزیک نظری است و بر روی نظریه ریسمان و مکانیک کوانتوم تحقیق می‌کند. ضریب هوشی او ۱۸۷ است. او در درک رسوم رفتار اجتماعی و فهم معانی طعنه‌ها و کنایه‌ها مشکل دارد و به جای اینکه مانند دیگران به صورت غریزی به رسوم عادی اجتماعی عمل کند و معنای کنایی جملات را متوجه شود سعی می‌کند با تمرین و مطالعه با این مسائل آشنا شود. او همچنین از تماس‌های معمول جسمی مثل بغل کردن و بوسیدن و حتی دست دادن به شدت اجتناب می‌کند و برای این کارش دو دلیل دارد یکی مسائل بهداشتی و دیگر اینکه همان‌طور که ذکر شد رفتارها و رسوم غریزی جامعه را به صورت غریزی درک و پذیرش نمی‌کند. او در یک آپارتمان با لئونارد و در همسایگی پنی زندگی می‌کند و در زمان وقوع مشکلات، به این دو پناه می‌برد. او بسیار خودخواه و مغرور است و همیشه از هوش خود تعریف می‌کند. همچنین او رانندگی بلد نیست و دوستانش باید او را به محل‌های مورد نظرش برسانند. حتی یک بار سعی می‌کند که گواهینامه بگیرد ولی موفق نمی‌شود. البته او در یکی از قسمت‌ها اعتراف کرد که گواهینامه گرفته‌است اما رانندگی نمی‌کند؛ چون فکر می‌کند آنقدر شخصیت مهمی است که رانندگی کردن برای او به زندگی راننده هدف می‌دهد و دارد به نوعی به دوستانش لطف می‌کند که می‌گذارد او را به محل‌هایی که می‌خواهد برود برسانند! مادرش از افراطی‌های مسیحیت است. خواهر و برادرش نیز از هوش پایینی برخوردار هستند. در فصل ۴ او با ایمی فارا فاولر دوست می‌شود و در فصل ۵ ایمی دوست‌دختر او می‌شود.

## پنی
دختری بلوند که اهل اوماها، نبراسکاست و در همسایگی شلدون و لئونارد زندگی می‌کند و برای بازیگر شدن به کالیفرنیا آمده. او برای بازیگر شدن در تست‌های زیادی شرکت می‌کند ولی موفق نیست و برای تأمین مخارج زندگی در رستوران چیزکیک فکتوری به عنوان پیش‌خدمت کار می‌کند. او چند بار با لئونارد رابطه برقرار می‌کند و از او جدا می‌شود اما در نهایت او و لئونارد هافستادر به‌طور ناگهانی در قسمت ۲۴ از فصل ۸ تصمیم به ازدواج می‌گیرند و در قسمت ۱ از فصل ۹ باهم به‌طور رسمی ازدواج می‌کنند ولی بلافاصله بعد از ازدواج لئونارد مشکلاتی به وجود می‌آورد. همچنین وی با ایمی و برنادت، گروه دوستانه‌ای تشکیل داده. نکته جالب دربارهٔ شخصیت پنی این است که تا به حال به نام خانوادگی این شخصیت در سریال اشاره نشده‌است ولی نویسندگان گفته‌اند که در فصل آخر از نام خانوادگی پنی با خبر می‌شویم.

## هاوارد والوویتز
او فوق کارشناسی مهندسی هوافضا دارد و یهودی است و تا قبل از ازدواج با مادرش زندگی می‌کرد. بر خلاف شلدون، لئونارد و راج، او دکترا ندارد و به خاطر همین موضوع دوستانش به خصوص شلدون او را مسخره می‌کنند. او نیز در پاسخ می‌گوید که مدرک او از ام‌آی‌تی است و به جای نظریه‌پردازی‌های بیهوده، او در ناسا به مشارکت واقعی در دنیای علم می‌پردازد. او در انتهای فصل ۵ به فضا می‌رود. هاوارد خودش را یک زن‌باز توصیف می‌کند ولی بیشتر اوقات در این کار موفق نیست. در فصل ۵ با برنادت ازدواج می‌کند.

## راجش کوتراپالی
او که اهل دهلی نوست، دارای دکترای اخترفیزیک است و در مرکز تکنولوژی کالیفورنیا کار می‌کند. خانوادهٔ او پولدار هستند. راج از طریق وبکم با پدر و مادرش صحبت می‌کند. راج به جز در زمان‌هایی که الکل نوشیده باشد، نمی‌تواند با زنان زیبا صحبت کند. در انتهای فصل ۶، این مشکل او حل می‌شود. برخی کارهای او زنانه است، ولی تأکید می‌کند که همجنسگرا نیست. در فصل ۴، خواهر او پِریا، به لس‌آنجلس می‌آید و با لئونارد رابطه برقرار می‌کند. خود او نیز در فصل ۶ با لوسی آشنا می‌شود.

## برنادت راستنکاوسکی
زن جوانی که در ابتدا برای تأمین مخارج دانشگاهش، در رستوران پیش‌خدمت و همکار پنی است. در انتهای فصل ۴ او از تز دکترایش دفاع می‌کند و موفق به کسب دکترای میکروبیولوژی می‌شود. پنی، برنادت را به هاوارد معرفی می‌کند. در ابتدای آشنایی، به نظر می‌رسد که این دو با هم نمی‌سازند و وجه مشترکی ندارند، اما وقتی متوجه می‌شوند که هر دو مادر غیرقابل‌تحملی دارند، احساس می‌کنند که با هم وجه مشترک دارند. در فصل ۳ آن‌ها با هم به هم می‌زنند، در فصل ۴ دوباره با هم دوست می‌شوند. در اواخر فصل ۴ با هم نامزد می‌کنند و در آخرین قسمت فصل ۵، ازدواج می‌کنند.

## ایمی فارا فاولر
راج و هاوارد او را در اینترنت پیدا می‌کنند. آن‌ها با اینکه انتظار ندارند شلدون زمانی بتواند با زنی رابطه برقرار کند برای خنده هم که شده اطلاعات شلدون را به یک سایت دوست‌یابی می‌دهند و آن سایت شلدون و ایمی را با هم مطابق تشخیص می‌دهد. شلدون و ایمی دیدار می‌کنند و متوجه می‌شوند آن دو نقاط مشترک بسیاری دارند، اما ایمی به روابط اجتماعی و رمانتیک بیشتر از شلدون تمایل دارد. شلدون او را دختری توصیف می‌کند که دوستش است، نه دوست دخترش. رابطه این دو در فصل ۵ و ۶ به کندی پیشرفت می‌کند. همچنین او پنی و برنادت را بهترین دوستان خود می‌داند. ایمی فارا فاولر دکترای عصب‌شناسی دارد، بازیگر این نقش ماییم بیالیک هم در واقع دکترای علوم اعصاب دارد.

## لزلی وینکل
لزلی وینکل (به انگلیسی: Leslie Winkle) (زاده ۲۹ ژانویه ۱۹۷۵) یک شخصیت ساختگی در مجموعه تلویزیونی شبکه سی‌بی‌اس یعنی تئوری بیگ بنگ است. بازیگر این نقش سارا گیلبرت است.
لزلی وینکل در این سریال به عنوان یک فیزیکدان که هیچگونه احساساتی ندارد شناخته می‌شود.

## استوارت بلوم
استوارت صاحب مغازه کمیک است که کتاب‌های داستان و لوازم مربوط به شخصیت‌ها و فیلم‌های تخیلی مثل جنگ ستارگان، ارباب حلقه‌ها، و مرد عنکبوتی و غیره می‌فروشد. پسرانِ مجموعه، مرتب به آن مغازه سر می‌زنند و هر کدام مجموعهٔ گسترده‌ای از آن وسائل و کتاب‌ها دارند که علاقه و وابستگی زیادی هم به آن‌ها دارند و پای ثابت گردهمایی‌ها و جشنواره‌های کمیک و طرفدار عجیب فیلم‌های آن هستند و مثلاً برای نسخه‌ای که فقط دقایق کوتاهی اضافه بر فیلی دارد که بارها و بارها دیده‌اند باز هم با شور و شوق و هیجان در صف سینما می‌ایستند؛ و دخترهای سریال این رفتارها را بچگانه می‌دانند و از رفتارها و علایق و کلکسیون‌های آن‌ها متعجب هستند. استوارت هم شبیه ۴ مرد دیگر مجموعه است، اما توانایی اجتماعی او بیشتر از بقیه است. او فارغ‌التحصیل مدرسه طراحی رود آیلند است و استعداد نقاشی دارد. استوارت اولین باری که پنی را می‌بیند، از او تقاضا می‌کند که با هم بیرون بروند. بعد از چند قرار، پنی در موقعیتی حساس به اشتباه او را لئونارد صدا می‌کند و رابطه‌شان خراب می‌شود. در اپیزودی از فصل ۴، او می‌گوید که مشکل مالی دارد و مغازه‌اش، خانه‌اش نیز هست. در فصل ۶ که هاوارد به فضا می‌رود، او از طرف گروه پسران دعوت می‌شود تا جانشین هاوارد باشد. شلدون این قضیه را قبول نمی‌کند چون مدرک استوارت در حوزهٔ هنر است. استوارت با پیشنهاد ۳۰٪ تخفیف کتاب‌های مغازه‌اش، شلدون را راضی می‌کند.

## بورلی هافستدر
بورلی هافستدر (به انگلیسی: Beverly Hofstadter) یک شخصیت تلویزیونی در سیتکام تئوری بیگ بنگ است که در آن نقش مادر دکتر لئونارد هافستدر رو ایفا می‌کند.
بورلی مادری نامناسب است که بعنوان یک عصب شناس و روان پزشک کار میکند.او رابطه صمیمی با شلدون کوپر دارد.
کمبود بیان احساسات توسط او موجب ایجاد حس نیاز زیادی در لئونارد شده است.
او و مادر شلدون رابطه خوبی باهم ندارند و باهم ناسازگار هستند.

## پریا کوتراپالی
خواهر راجش کوتراپالی است که لئونارد و هاوارد در فصل چهارم به دنبال رابطه برقرار کردن با او هستند

## خانم والوویتز
شخصیتی که در سریال چهره اش نشان داده نمیشود.
مادر هاوارد است و بعد ها در فصل های ۷,۸ که مغازه استوارت آتش می گیرد با استوارت رابطه صمیمی برقرار می‌کند که این موضوع هاوارد و عصبانی می‌کند
در آخر فصل ۸ نیز می میرد .
== بری کریپی ==دانشمندفیزیک‌‌تئوری و دوست و رقیب شلدون کوپر که با او در دانشگاه همکار است و تا انتهای سریال ماجراجویی های زیادی با هم دارند.